# Saint-Denis Union Sports
Le Saint-Denis Union Sports est un club omnisports français basé à Saint-Denis et fondé en 1945.

## Histoire
Le club est créé après la dissolution en 1943 de l'Olympique de Saint-Denis. Le club est gouverné par la mairie de Saint-Denis jusqu'en 1971 où il devient une structure indépendante.
Fin 2022, le club fait état de difficultés financières.

## Handball
Les handballeurs sont vice-champions de France métropolitaine de troisième division (Honneur) en 1960.

## Judo
La judokate Catherine Pierre est championne de France dans la catégorie des moins de 72 kg en 1977 ainsi que dans la catégorie des moins de 66 kg en 1980 sous les couleurs du Saint-Denis US,.

## Rugby à XV
L'équipe de rugby à XV est vice-championne de France honneur (sixième division) en 2006, perdant en finale contre l'US Lectoure,.
En conflit avec le club omnisports, la section rugby quitte son giron en 2023 afin de fusionner avec le Rugby Club de Drancy.

## Taekwondo
Le champion de France de taekwondo Augustin Bata évolue au Saint-Denis Union Sports.

## Tennis de table
La section tennis de table évolue au niveau national depuis 1960. En 2022, elle quitte le club omnisports.